# بیاتان (دورود)
بیاتان، روستایی از توابع بخش سیلاخور شهرستان دورود در استان لرستان ایران است.

## جمعیت
این روستا در دهستان سیلاخور از بخش سیلاخور شهرستان دورود قرار دارد و بر اساس سرشماری مرکز آمار ایران در سال ۱۳۸۵، جمعیت آن ۸۰۱ نفر (۱۸۸خانوار) بوده‌است.